# Niżnieje Worowo
Niżnieje Worowo (ros. Нижнее Ворово) – wieś w Rosji, w rejonie kiczmiengsko-gorodieckim obwodu wołogodzkiego. W 2010 r. liczyła 45 mieszkańców.